# Гаврилюк Іван Юрійович
Іван Юрійович Гаврилюк (нар. 19 квітня 1971, Іванопіль, Житомирська область, УРСР) — український військовик, генерал-лейтенант, перший заступник Міністра оборони України. Член Ставки Верховного Головнокомандувача (2024—2025).

## Життєпис
Народився 19 квітня 1971 року в селищі Іванопіль Житомирської області УРСР.
Освіта
У 1992 році закінчив Сумське вище артилерійське командне училище.
У 2004 році завершив навчання у Національній академії оборони України з питань оперативно-тактичного спрямування, а у 2018 році з питань оперативно-стратегічного спрямування.

### Військова служба
З 1992 по 2014 рік — пройшов шлях від командира взводу батальйону охорони та обслуговування до заступника начальника штабу відділу ракетних військ і артилерії відповідного управління армійського корпусу, надалі був начальником штабу відділу ракетних військ і артилерії, начальником тилу корпусу.
З 2014 по 2018 рік — заступник начальника організаційно-планового управління, начальник Тилу Збройних Сил України.
З 2018 по 2020 рік — начальник Головного управління логістики ЗСУ — заступник начальника Генерального штабу ЗСУ.
З 2020 по 2022 рік працював радником командувача Сил логістики ЗСУ.
24 лютого 2022 року призначений начальником управління зв'язку та інформаційних систем штабу Командування Сил логістики ЗСУ.
З вересня 2022 року по жовтень 2023 року — заступник Головного інспектора МОУ.
5 жовтня 2023 року призначений рішенням Кабінету Міністрів України заступником Міністра оборони України.
17 травня 2024 року призначений першим заступником Міністра оборони України.
1 жовтня 2024 року Указом Президента України уведений до складу Ставки Верховного Головнокомандувача ЗСУ.
18 квітня 2025 року звільнений з посади першого заступника Міністра оборони України. 12 травня 2025 року Гаврилюк був звільнений також із Ставки Верховного Головнокомандувача.
З 25 липня 2025 року призначений першим заступником Міністра оборони України.